# Хатчинсон, Джон (механик)
Джон Хатчинсон (John W. Hutchinson; род. 10 апреля 1939, Хартфорд, Коннектикут) — американский учёный и инженер, специалист в области механики твердого тела.
Доктор философии (1963), исследовательский профессор Гарварда (эмерит), где трудится более полувека; член Национальных Академии наук (1990) и Инженерной академии (1983) США, иностранный член Лондонского королевского общества (2013).

## Биография
Окончил Лихайский университет (бакалавр инженерной механики, 1960). Степень доктора философии по механической инженерии получил в Гарварде (1963). После чего как постдок — исследовательский фелло год провел в Датском техническом университете. Затем возвратился в Гарвард, где ныне именной исследовательский профессор (Abbott and James Lawrence Research Professor) инженерии, эмерит. Состоял в редколлегиях Journal of Engineering Sciences, Journal of Mechanics of Materials, Journal of Mechanics Sciences. Член Американской академии искусств и наук.
Публиковался в Journal of the Mechanics and Physics of Solids, International Journal of Solids and Structures. Высокоцитируемый исследователь в своей области.
Отмечен ASTM Irwin Medal, Swedlow Award, William Prager Medal (1991), ASME Nadai Award, Thurston Award, медалью Тимошенко (2002), кольцом Людвига Прандтля (2012). Удостоен почётных степеней альма-матер Лихайского университета, Датского технического университета.
Гуггенхаймовский стипендиат (1974).